# Afritrophon kowieensis
Afritrophon kowieensis is een slakkensoort uit de familie van de Muricidae. De wetenschappelijke naam van de soort is voor het eerst geldig gepubliceerd in 1901 door Sowerby III.